# Thomas P. Stafford
Thomas Patten Stafford (n. 17 septembrie 1930, Weatherford⁠(d), Oklahoma, SUA – d. 18 martie 2024, Satellite Beach⁠(d), Florida, SUA) a fost un general-locotenent al United States Air Force, fost pilot de încercare și astronaut NASA. El a zburat în două misiuni spațiale Gemini, iar în 1969 a fost comandantul lui Apollo 10, cea de-a doua misiune cu echipaj uman ce a zburat pe orbita Lunii și prima care a testat acolo un modul lunar.
În 1975, Stafford a fost comandantul zborului Apollo-Soyuz, prima misiune în spațiu comună americano-sovietică. General de brigadă la momentul respectiv, el a devenit primul general care a zburat în spațiu. El a fost primul membru al promoției sale de la Academia Navală care a obținut prima, a doua și a treia stea de general.
El a făcut șase ieșiri în spațiu și a adunat 507 ore de zbor spațial. A zburat cu peste 120 de tipuri diferite de aeronave și cu trei tipuri diferite de nave spațiale.